# 3572 Leogoldberg
3572 Leogoldberg este un asteroid din centura principală, descoperit pe 28 octombrie 1954 de Goethe Link Obs..